# Jaroslav Bába
Jaroslav Bába (Karviná, 2 september 1984) is een Tsjechisch hoogspringer. Hij vertegenwoordigde zijn land viermaal op de Olympische Spelen en won hierbij één bronzen medaille.

## Biografie
Zijn eerste successen behaalde Bába in 2003. Hij werd Tsjechisch in- en outdoorkampioen hoogspringen en werd ook Europees jeugdkampioen hoogspringen in het Finse Tampere. Op de wereldindoorkampioenschappen van 2004 sprong hij 2,25 m en veroverde hiermee een gedeelde bronzen medaille samen met de Jamaicaan Germaine Mason en de Roemeen Ştefan Vasilache. In hetzelfde jaar won hij op de Olympische Spelen van Athene ook een bronzen medaille bij het hoogspringen. Met een beste poging van 2,34 achter de Zweed Stefan Holm (2,36; zilver) en de Amerikaan Matt Hemingway (2,34; brons).
In juli 2005 sprong Jaroslav Bába een persoonlijk record van 2,36 en werd later dat jaar vijfde op de wereldkampioenschappen in Helsinki. In het seizoen 2006 deed hij geen wedstrijden. Op de Olympische Spelen van 2008 in Peking moest hij met 2,29 genoegen nemen met een zesde plaats. Vier jaar later op de Olympische Spelen van Londen strandde hij met 2,21 in de kwalificatieronde.
Bába is aangesloten bij SSK Vítkovice en heeft een relatie met de Tsjechische atlete Denisa Ščerbová.

## Titels
- Europees kampioen hoogspringen U23 - 2005
- Europees jeugdkampioen hoogspringen - 2003
- Tsjechisch kampioen hoogspringen - 2003, 2005
- Tsjechisch indoorkampioen hoogspringen - 2003, 2005

## Persoonlijke records
Outdoor
| Onderdeel          | Prestatie   | Datum       | Plaats |
| ------------------ | ----------- | ----------- | ------ |
| hoogspringen       | 2,36 m (NR) | 8 juli 2005 | Rome   |
| hink-stap-springen | 14,45 m     | 31 mei 2003 | Praag  |

Indoor
| Onderdeel    | Prestatie   | Datum           | Plaats   |
| ------------ | ----------- | --------------- | -------- |
| hoogspringen | 2,37 m (NR) | 5 februari 2005 | Arnstadt |

## Palmares

### hoogspringen
Kampioenschappen
- 2001: 10e WK jeugd - 2,05 m
- 2002: 8e WK U20 - 2,18 m
- 2003: 9e WK indoor - 2,25 m
- 2003:  EK junioren - 2,28 m
- 2003: 11e WK - 2,25 m
- 2004:  WK indoor - 2,25 m
- 2004:  OS - 2,34 m
- 2004: 7e Wereldatletiekfinale - 2,23 m
- 2005: 4e EK indoor - 2,30 m
- 2005:  EK U23 - 2,29 m
- 2005: 5e WK - 2,29 m
- 2005: 7e Wereldatletiekfinale - 2,20 m
- 2007: 8e WK - 2,26 m
- 2008: 9e WK indoor - 2,23 m
- 2008: 6e OS - 2,29 m
- 2009:  SPAR European Team Championships - 2,31 m
- 2009: 5e WK - 2,23 m
- 2010: 11e in kwal. WK indoor - 2,23 m
- 2010: 5e EK - 2,26 m
- 2011: 4e WK - 2,32 m
- 2012: 13e in kwal. WK indoor - 2,22 m
- 2012: 11e in kwal. OS - 2,21 m
- 2013:  EK indoor - 2,31 m
- 2015: 7e WK - 2,29 m
- 2016: 7e EK - 2,24 m
- 2016: 14e OS - 2,20 m

Golden League-podiumplaatsen
- 2005:  Meeting Gaz de France - 2,30 m
- 2005:  Golden Gala - 2,36 m
- 2005:  Bislett Games - 2,29 m
- 2005:  Memorial Van Damme - 2,28 m

Diamond League-podiumplaats
- 2011:  Meeting Areva - 2,32 m